# (32893) van der Waals
(32893) van der Waals ist ein Asteroid im Haupt-Asteroidengürtel, welcher die Sonne in 1679 Tagen umläuft. Die absolute Helligkeit des Asteroid beträgt 13,62 mag. Er wurde nach dem niederländischen Physiker Johannes Diderik van der Waals (* 23. November 1837 in Leiden; † 8. März 1923 in Amsterdam) benannt. Der Asteroid wurde am 9. März 1994 in Caussols von Eric Walter Elst entdeckt. Seine Umlaufbahn ist durch eine Semi-Major-Achse von 2,77 AE, eine Exzentrizität von 0,11 und eine Neigung von 17,8° zur Ekliptik gekennzeichnet.